# Cteniza brevidens
Cteniza brevidens là một loài nhện trong họ Ctenizidae.
Loài này thuộc chi Cteniza. Cteniza brevidens được miêu tả năm 1871 bởi Carl Ludwig Doleschall.